# Ngỗi Hiêu
Ngỗi Hiêu hay Ngôi Hiêu (chữ Hán: 隗囂, ? – 33, còn được phiên âm là Quỳ Ngao), tên tự là Quý Mạnh, người huyện Thành Kỷ, quận Thiên Thủy , là thủ lĩnh quân phiệt cuối đời Tân, đầu đời Đông Hán trong lịch sử Trung Quốc.

## Khởi binh phản Tân
Thuở thiếu thời Hiêu làm quan ở châu quận. Quốc sư nhà Tân là Lưu Hâm tiến cử ông vào triều. Hâm mất, Hiêu quay lại quê nhà.
Chú út của Hiêu là Thôi, hành xử hào hiệp, rất được lòng người. Nghe tin Hán Canh Thủy đế lên ngôi, quân nhà Tân liên tiếp thất bại, vì thế Thôi cùng anh trai Nghĩa và người Thượng Khuê là Dương Quảng, người đất Ký là Chu Tông mưu khởi binh hưởng ứng nhà Hán. ông can rằng: "Ôi việc binh là việc dữ dằn. Tông tộc có tội tình gì chứ!?" Thôi không nghe, tập hợp mấy ngàn người, giết quan lại nhà Tân. Thôi và bọn Quảng bàn nhau lập một thủ lĩnh được lòng người, đều cho rằng Hiêu có tiếng tăm, cử làm Thượng tướng quân. Hiêu từ chối không được, đành nhận lời.

## Quy thuận Canh Thủy
Hiêu đã khởi binh, sai sứ đem sính lễ mời người Bình Lăng là Phương Vọng, dùng làm quân sư. Theo kế của Vọng, Hiêu lập miếu thờ Cao Tổ, Văn đế, Vũ đế nhà Hán; bọn Hiêu 31 người bày cuộc uống máu ăn thề theo lễ tiết xưa; rồi truyền hịch cáo khắp các châu, quận, Hiêu tự xưng là Thượng tướng quân, Thôi là Bạch hổ tướng quân, Nghĩa là Tả tướng quân, Dương Quảng là Hữu tướng quân, Vương Tuân là Minh uy tướng quân, Chu Tông là Vân kỳ tướng quân, tuyên bố chống lại nhà Tân, hưởng ứng Canh Thủy đế.
Hiêu nắm 10 vạn quân, giết chết Ung Châu mục Trần Khánh. Ông gởi thư chiêu dụ An Định đại doãn Vương Hướng – con trai của Bình A hầu Vương Đàm Chi, em họ Vương Mãng – ông ta không theo. Hướng giỏi cai trị, An Định không có nơi nào nổi dậy chống lại nhà Tân. Hiêu tiến đánh bắt được Hướng, đem ra xé xác, các huyện An Định đều sợ hãi xin hàng. Khi ấy Vương Mãng bị giết ở Trường An, ông bèn chia các tướng đi đánh Lũng Tây, Vũ Đô, Kim Thành, Vũ Uy, Trương Dịch, Tửu Tuyền, Đôn Hoàng, đều hạ được.
Năm Canh Thủy thứ 2 (24), đế sai sứ triệu Hiêu cùng bọn Thôi, Nghĩa. Ông sắp lên đường, Phương Vọng ngăn lại, cho rằng Canh Thủy đế chưa biết có thể làm nên hay không!? Hiêu không nghe, Vọng bỏ đi.
Bọn Hiêu đến Trường An, đế dùng ông làm Hữu tướng quân, Thôi, Nghĩa đều giữ hiệu cũ. Mùa đông năm ấy, Thôi, Nghĩa mưu phản để quay về, Hiêu sợ liên lụy, nên tố giác. Thôi, Nghĩa bị giết, đế cho rằng ông trung thành, dùng làm Ngự sử đại phu.

## Khởi binh lần 2
Mùa hạ năm sau, nghĩa quân Xích Mi vào Quan, vùng Tam Phụ nhiễu loạn. Quang Vũ đế lên ngôi ở Hà Bắc, Hiêu khuyên đế theo về với Quốc tam lão Lưu Lương – chú của Quang Vũ đế - Canh Thủy đế không nghe. Các tướng muốn bắt Canh Thủy đế về miền đông, ông cũng tham dự. Việc bị phát giác, Canh Thủy đế sai sứ triệu Hiêu, ông xưng bệnh không đi, rồi cùng bọn Vương Tuân, Chu Tông đưa quân cố thủ. Chấp kim ngô Đặng Diệp đến vây, Hiêu đóng cửa chống lại; đến lúc hoàng hôn thì phá vây, cùng vài mươi kỵ binh phá cửa quan Bình Thành, chạy về Thiên Thủy. Ông lại tập hợp bộ hạ, chiếm cứ đất cũ, tự xưng Tây Châu thượng tướng quân .
Khi Canh Thủy đế thất bại, kỳ lão, sĩ đại phu Tam Phụ đều theo về chỗ Hiêu. Ông hành xử khiêm nhường, cung kính, hạ mình mặc áo vải tiếp đón, kết giao với kẻ sĩ. Lấy người Trường An là Cốc Cung, vốn là Bình Hà đại doãn nhà Tân, làm Chưởng dã đại phu, người Bình Lăng là Phạm Thuân làm sư hữu, Triệu Bỉnh, Tô Hành, Trịnh Hưng làm tế tửu, Thân Đồ Cương, Đỗ Lâm làm trì thư, Dương Quảng, Vương Tuân, Chu Tông cùng người Bình Tương là Hành Tuần, người A Dương là Vương Tiệp, người Trường Lăng là Vương Nguyên làm Đại tướng quân, thân thuộc ở Đỗ Lăng, Kim Đan làm tân khách. Nhờ vậy mà nổi danh Tây Châu, lan đến Sơn Đông.

## Xưng thần với Hán
Năm Kiến Vũ thứ 2 (26), Đại tư đồ Đặng Vũ tây tiến đánh nghĩa quân Xích Mi, đóng đồn Vân Dương, bị bộ tướng Phùng Âm làm phản. Phùng Âm chạy về hướng Thiên Thủy, Hiêu đánh đuổi, phá hắn ta ở Cao Bình, bắt hết quân nhu. Vì thế Vũ thừa chế sai sứ cầm cờ tiết mệnh cho ông làm Tây Châu đại tướng quân, được chuyên chế mọi việc ở Lương Châu, Sóc Phương. Khi quân Xích Mi bỏ Trường An, muốn tây tiến lên đất Lũng, Hiêu sai tướng quân Dương Quảng đón đánh, phá được, lại đuổi theo đánh bại bọn họ ở khoảng Ô Thị, Kính Dương.
Năm thứ 3 (27), Hiêu nhân có công với nhà Hán, sai sứ dâng thư triều đình. Quang Vũ đế tiếp đón theo lễ chế dành cho sứ thần một nước, đãi ngộ rất hậu, gọi tên tự của ông để tỏ ra thân thiết. khi ấy, người Trần Thương là Lữ Vị nắm mấy vạn quân, cùng Công Tôn Thuật vào cướp Tam Phụ, Hiêu điều quân giúp Chinh tây đại tướng quân Phùng Dị đánh đuổi Vị, rồi tâu lên tình hình. Đế tự viết thư đáp lại, lời lẽ thiết tha, đối đãi trọng hậu hơn trước.
Sau khi Công Tôn Thuật mấy lần tấn công Hán Trung, sai sứ đem ấn thụ Đại tư không, Phù An vương cho Hiêu. Ông tự nhận mình cùng Thuật là nước thù địch, xấu hổ vì bị đối xử như bề tôi, ra quân đánh ông ta, liên tiếp phá địch, khiến quân Thục không dám ra bắc nữa.

## Cát cứ Lũng Tây
Bấy giờ các tướng Hán ở Quan Trung nói rằng có thể đánh Thục, Đế thông báo với Hiêu, nhằm tỏ ra tín nhiệm ông. Hiêu bèn sai trưởng sử dâng thư, hết lời cho rằng Tam Phụ yếu kém, bên cạnh lại có Lưu Văn Bá (tức Lư Phương), chưa nên tính đến Thục. Đế biết ông hai lòng, vì thế truất đi lễ tiết dành cho Hiêu, làm gương cho quần thần.
Ban đầu, Hiêu cùng Lai Hấp, Mã Viện có quan hệ tốt, nên Đế mấy lần sai Hấp, Viện làm sứ giả đi lại, khuyên ông vào triều, hứa ban cho trọng tước, Hiêu vờ khiêm nhường mà từ chối. Năm thứ 5 (29), Đế lại sai Lai Hấp khuyên ông đưa con trai vào chầu, Hiêu nghe tin Lưu Vĩnh, Bành Sủng đã bị diệt, nên cho con trưởng là Tuân đến triều đình. Tuân được làm Hồ kỵ hiệu úy, phong Tuyên Khương hầu. Tướng của ông là Vương Nguyên, Vương Tiệp cho rằng thiên hạ chưa biết sẽ ra sao, cứ ngồi giữ một phương mà xem tình hình, Hiêu nghe theo.
Năm thứ 6 (30), bình xong Quan Đông, Đế muốn tạm hưu binh, tranh thủ sai sứ chiêu dụ Hiêu và Thuật. Sứ giả của Hiêu là Chu Du bị kẻ thù giết ở doanh trại của Phùng Dị, tài vật mà Đế sai Vệ úy Diêu Kỳ đem ban cho ông bị cướp ở đất Trịnh. Đế vẫn khen Hiêu là bậc trưởng giả, một lòng muốn chiêu dụ, đến nay thì cảm thán, cho rằng ý trời không muốn đôi bên hòa hợp.

## Xưng thần với Thục
Gặp lúc Thuật cướp Nam Quận, Đế ban chiếu cho Hiêu từ Thiên Thủy phạt Thục, ông sai tân khách – đều là văn học sinh – dùng lời lẽ hoa mỹ, tìm cớ từ chối. Đế biết không thể dụ được Hiêu, tự đến Trường An, sai bọn Cảnh Yểm 7 tướng quân từ Lũng phạt Thục, trước đó sai Lai Hấp mang tỷ thư đi dụ ông. Hiêu nghi sợ, lập tức phát binh, sai Vương Nguyên chặn Lũng Để, chặt cây chắn đường, mưu tính giết Hấp, Hấp thoát về được.
Quân Hán bị Hiêu đánh bại, đều lui về. Hiêu thừa thắng sai Vương Nguyên, Hành Tuần xâm phạm Tam Phụ, bị bọn Chinh tây đại tướng quân Phùng Dị, Chinh lỗ tướng quân Sái Tuân đánh phá. Ông dâng sớ đổ lỗi cho thuộc hạ, Đế đáp thư đòi Hiêu đưa con trai thứ 2 vào triều. Ông bèn sai sứ xưng thần với Công Tôn Thuật.
Năm sau (31), Thuật lấy Hiêu làm Sóc Ninh vương, sai quân đi lại, chi viện lẫn nhau. Mùa thu, ông đưa 3 vạn bộ kỵ xâm phậm An Định, đến Âm Bàn, Phùng Dị soái chư tướng chống lại. Hiêu lại lệnh cho bộ tướng tiến xuống đất Lũng, đánh Sái Tuân ở Thủy Kiên, kết quả không được lợi, nên lui về. Nhân đó triều đình chiêu dụ Vương Tuân, Tuân đưa gia thuộc theo về với nhà Hán.

## Ưu phẫn mà chết
Mùa xuân năm thứ 8 (32), Lai Hấp từ Sạn Đạo tập kích chiếm được thành Lược Dương . Hiêu bị bất ngờ, sợ đại quân Hán kéo đến, bèn sai Vương Nguyên chắn Lũng Để, Hành Tuần giữ Phiên Tu Khẩu, Vương Mạnh lấp Kê Đầu Đạo, Ngưu Hàm đóng quân Ngõa Đình, tự mình đưa đại quân vây Lai Hấp. Công Tôn Thuật cũng sai bộ tướng Lý Dục, Điền Yểm trợ giúp công cụ đánh Lược Dương, mấy tháng liền không hạ được thành. Đế tự soái chư tướng tây chinh, chia mấy đường lên đất Lũng. Vương Tuân gởi thư chiêu dụ Ngưu Hàm, Hàm suy nghĩ hơn 10 ngày, quyết định theo về với nhà Hán. Vì thế dưới quyền Hiêu có 13 tướng, 16 huyện, 10 vạn dân chúng đều xin hàng.
Vương Nguyên vào Thục cầu cứu, Hiêu đưa vợ con chạy sang Tây Thành  với Dương Quảng, còn Điền Yểm, Lý Dục giữ Thượng Khuê. Triều đình ban chiếu gọi hàng, ông rốt cục vẫn không chịu. Đế đem giết con tin là Ngỗi Tuân, sai Ngô Hán cùng Chinh nam đại tướng quân Sầm Bành vây Tây Thành, Cảnh Yểm cùng Hổ nha đại tướng quân Cái Duyên vây Thượng Khuê, còn đế quay về miền đông. Hơn tháng, Dương Quảng chết, Hiêu lâm vào thế khốn cùng. Vương Tiệp tự cắt cổ ở Nhung Khâu. Vương Nguyên, Hành Tuần, Chu Tông đưa 5000 quân Thục quay về, phá vây vào thành, đón ông về Ký . Gặp lúc bọn Ngô Hán hết lương phải lui đi, An Định, Bắc Địa, Thiên Thủy, Lũng Tây đều phản Hán trở lại theo Hiêu.
Mùa xuân năm thứ 9 (33), Hiêu có bệnh lại đói quá, ra thành ăn lương khô, buồn giận mà chết. Theo Đông Quan Hán ký, Hiêu ăn lương khô, bị chướng bụng mà chết. Vương Nguyên, Chu Tông lập con nhỏ của ông là Thuần làm vương.
Năm sau (34), bọn Lai Hấp, Cảnh Yểm, Cái Duyên đánh phá Lạc Môn, bọn Chu Tông, Hành Tuần, Hà Vũ, Triệu Khôi đưa Thuần ra hàng, chỉ có Vương Nguyên tiếp tục đi theo Công Tôn Thuật.